# Sąd Najwyższy Stanów Zjednoczonych
Sąd Najwyższy Stanów Zjednoczonych (ang. Supreme Court of the United States) – naczelny organ władzy sądowniczej Stanów Zjednoczonych, będący najwyższą instancją w zakresie prawa konstytucyjnego, składający się z 9 sędziów, wyznaczonych przez Prezydenta Stanów Zjednoczonych i zatwierdzonych przez Senat. Prezes Sądu Najwyższego przewodniczy jego posiedzeniom i impeachmentowi, a także reprezentuje Sąd na zewnątrz.
Amerykańska konstytucja nie precyzuje liczby sędziów Sądu Najwyższego – jest ona ustalana przez Kongres. Od 1869 roku w sądzie zasiada 9 sędziów, wcześniej liczba ta była wielokrotnie zmieniana.

## Historia
Sąd Najwyższy Stanów Zjednoczonych został powołany na mocy art. 3 § 1 Konstytucji Stanów Zjednoczonych, jednak ustawa zasadnicza pozostawiła ustalenie szczegółów funkcjonowania federalnej władzy sądowniczej w gestii Kongresu Stanów Zjednoczonych. Kongres dokonał tego w 1789 roku w ustawie o nazwie Judiciary Act. Komisji senackiej odpowiedzialnej za stworzenie tej ustawy przewodniczył Oliver Ellsworth, senator ze stanu Connecticut i późniejszy prezes Sądu Najwyższego.
Pierwszym przewodniczącym Sądu Najwyższego prezydent George Washington mianował Johna Jaya. W skład pierwszego sądu weszli również John Blair, William Cushing, James Wilson, James Iredell i John Rutledge. Po raz pierwszy sąd zebrał się w Nowym Jorku w 1790 roku, jednak na obrady dotarło zaledwie trzech sędziów. W skład każdego z sądów okręgowych (sądów niższej instancji) wchodziło oprócz sędziego z sądu rejonowego również dwóch sędziów Sądu Najwyższego.
Jedną z najważniejszych pierwszych kwestii rozpatrzonych przez Sąd Najwyższy była sprawa Chisholm v. Georgia. W sprawie tej obywatel stanu Karolina Południowa popierający Królestwo Wielkiej Brytanii podczas wojny o niepodległość Stanów Zjednoczonych wniósł o wypłacenie mu odszkodowania przez stan Georgia za skonfiskowany majątek. W swoim werdykcie z 1793 roku sąd uznał konstytucyjne prawo indywidualnych obywateli jednych stanów do wnoszenia skarg na inne stany. Ta decyzja została następnie odwrócona poprzez uchwalenie 11. poprawki do Konstytucji Stanów Zjednoczonych.
W związku z rozpoczętymi w Europie w 1792 roku działaniami wojennymi, George Washington usiłował zapewnić Stanom Zjednoczonym bezpieczeństwo, zachowując w tym konflikcie neutralność, i wysłał do Sądu Najwyższego 29 pytań dotyczących traktatów międzynarodowych i prawa międzynarodowego prosząc o pomoc w ich interpretacji. Mimo że w skład Sądu wchodziło wielu doświadczonych dyplomatów, sąd zdecydowanie odmówił. Zdaniem sędziów zgodnie z konstytucją sąd nie miał prawa wypowiadać się w kwestiach będących domeną władzy wykonawczej i wydawać opinii doradczych. Zasada ta obowiązuje do dziś – Sąd Najwyższy orzeka wyłącznie w konkretnych sprawach sądowych, nie pełni funkcji doradczej.

## Przełomowe decyzje Sądu Najwyższego
Mianem „przełomowych” określa się orzeczenia Sądu Najwyższego, które w sposób znaczący zmieniają interpretację obowiązującego prawa poprzez ustanowienie nowej doktryny prawnej, obalenie wcześniej obowiązującego precedensu, distinguishing lub ustanowienie nowego standardu orzecznictwa.

### Marbury v. Madison
Pierwszą przełomową decyzją była sprawa Marbury v. Madison z 1803 roku, w wyniku której Sąd Najwyższy uzyskał prawo do kontroli konstytucyjności aktów wydawanych przez władzę ustawodawczą i wykonawczą. William Marbury pozwał Sekretarza Stanu Jamesa Madisona o niedostarczenie dokumentów powołujących go na stanowisko do Senatu powołując się na zapisy Judiciary Act. Gdy sprawa trafiła do Sądu Najwyższego, ten orzekł, że sekretarz miał obowiązek dostarczyć dokumenty zgodnie z niekonstytucyjną ustawą, w związku z czym nie mógł on wydać nakazu ich dostarczenia.
Decyzja została podjęta większością głosów 4–0, opowiedzieli się za nią sędziowie John Marshall (prezes), William Paterson, Samuel Chase i Bushrod Washington; William Cushing i Alfred Moore nie brali udziału w sprawie.

### McCulloch v. Maryland
W sprawie McCulloch v. Maryland w 1819 roku Sąd Najwyższy decydował, czy władze stanowe Maryland mają prawo do nakładania podatku na Drugi Bank Stanów Zjednoczonych. Pomimo że w Konstytucji nie znalazły się żadne zapisy dotyczące założenia banku przez rząd federalny, sąd uznał, że rząd miał prawo założyć bank centralny na podstawie art. 1 Konstytucji, którego sekcja 8. głosiła, że Kongres „miał prawo nakładać i ściągać podatki”, a bank (zgodnie z orzeczeniem Sądu) był odpowiednią instytucją „pomagającą rządowi we wprowadzaniu i pobieraniu podatków”. Ustalił on również, że prawo federalne jest nadrzędne wobec prawa stanowego. Decyzja Sądu miała kluczowe znaczenie w kształtowaniu się amerykańskiego federalizmu poprzez zbalansowanie praw władz federalnych i stanowych.
Decyzja została podjęta większością głosów 6–0, opowiedzieli się za nią sędziowie John Marshall (prezes), Bushrod Washington, William Johnson, Henry Brockholst Livingston, Gabriel Duvall i Joseph Story; Thomas Todd nie brał udziału w sprawie.

### Gibbons v. Ogden
W 1824 roku Sąd Najwyższy w sprawie Gibbons v. Ogden uznał, że organy władz stanowych nie mogą ingerować w uprawnienia władz federalnych w zakresie regulowania handlu pomiędzy poszczególnymi stanami. W 1798 roku stan Nowy Jork przyznał Robertowi Fultonowi i Robertowi R. Livingstonowi 20-letni monopol na żeglugę na wodach stanowych Nowego Jorku. Aaron Ogden nabył prawa do żeglowania parowcami między Nowym Jorkiem a New Jersey. W 1819 roku Ogden pozwał Thomasa Gibbonsa, który żeglował parowcami na tych samych wodach bez zakupu zezwolenia od Fultona i Livingstona. Sądy pierwszej i drugiej instancji, a także Sąd Najwyższy uznały, że Gibbons miał prawo żeglować po wodach stanowych Nowego Jorku. Uwzględniając charakter sprawy, Sąd Najwyższy zastosował opisaną w Konstytucji USA klauzulę o handlu międzystanowym, która później stała się narzędziem umacniania władzy federalnej w stosunkach ze stanami.

Decyzja została podjęta większością głosów 6–0, opowiedzieli się za nią sędziowie John Marshall (prezes), Bushrod Washington, William Johnson, Thomas Todd, Gabriel Duvall i Joseph Story; Smith Thompson nie brał udziału w sprawie.

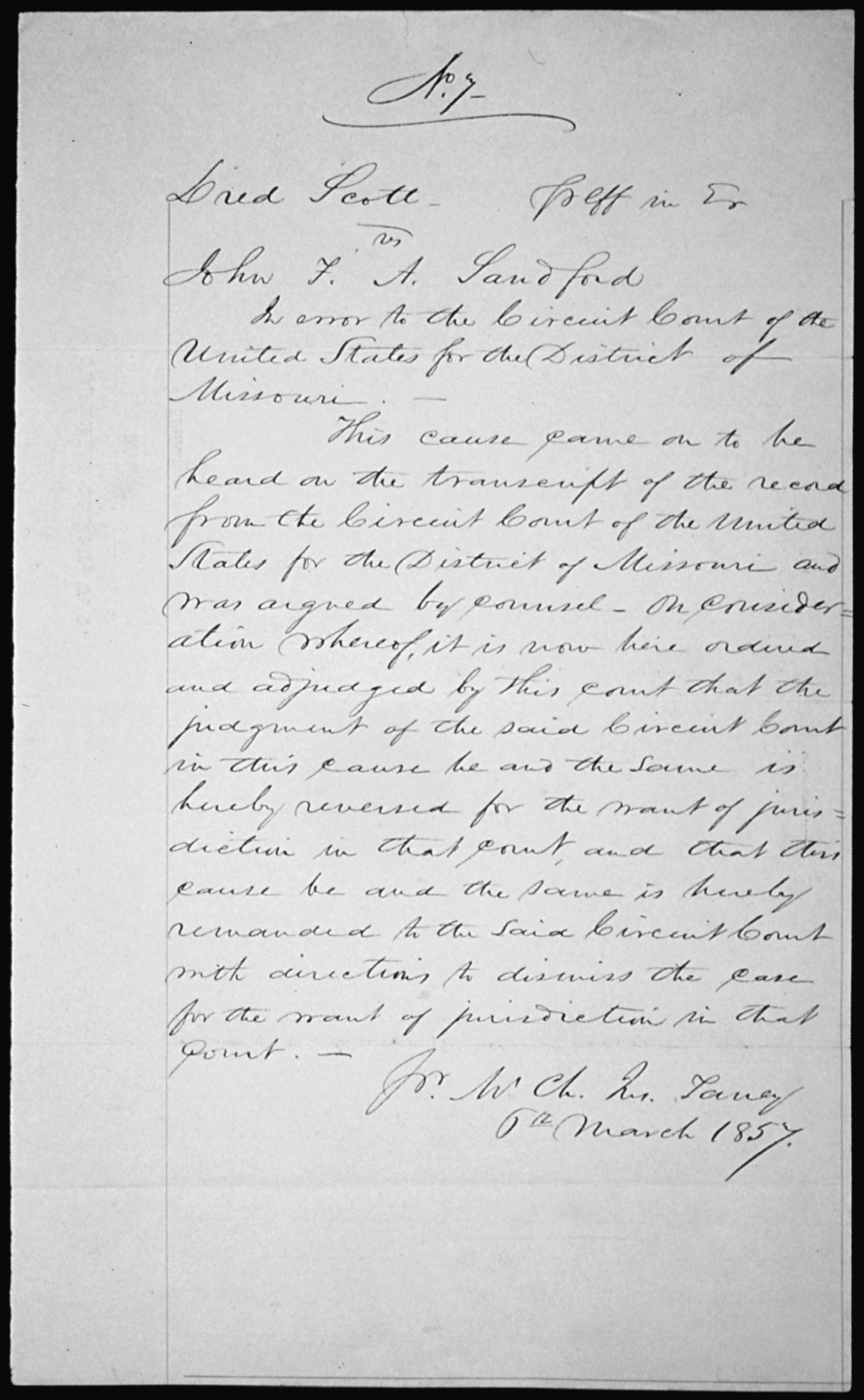
Decyzja Sądu Najwyższego w sprawie Dred Scott v. Sandford

### Dred Scott v. Sandford
W 1857 roku, 4 lata przed wojną secesyjną, Sąd Najwyższy decydował w sprawie Dred Scott v. Sandford, czy czarnoskóry niewolnik Dred Scott, czasowo przebywający w stanie Illinois (w którym niewolnictwo było zakazane) może zostać uznany za człowieka wolnego. W pierwszej instancji sąd stanowy w Missouri uznał Scotta za człowieka wolnego, natomiast sąd drugiej instancji (Sąd Najwyższy stanu Missouri) uchylił decyzję sądu pierwszej instancji i odrzucił powództwo. Scott nie posiadał obywatelstwa Stanów Zjednoczonych, przez co nie miał prawa do wytoczenia powództwa przed Sądem Najwyższym. Gdy Scott stał się własnością nowojorczyka Johna F. A. Sanforda, jego adwokaci postanowili wnieść apelację od decyzji sądu niższej instancji, twierdząc, że w związku z tym, że sprawa toczy się pomiędzy obywatelami dwóch stanów, podlega ona jurysdykcji sądów federalnych. Federalny Sąd Okręgowy dla Dystryktu Missouri uznał, że Scott jest własnością Sanforda, przez co nie może zostać uznany za obywatela USA. Następnie pełnomocnicy Scotta złożyli apelację do Sądu Najwyższego. Sąd orzekł, że Scott w związku z tym, że jest osobą pochodzenia afrykańskiego, nie może zostać uznany za obywatela Stanów Zjednoczonych, a ponadto, że Kompromis Missouri jest niezgodny z Konstytucją oraz, że 5. poprawka do Konstytucji zabrania rządowi uznawania przebywających na terytoriach federalnych niewolników za osoby wolne.
Decyzja była jedną z przyczyn wybuchu wojny secesyjnej, spowodowała eskalację napięcia między mieszkańcami stanów północnych i południowych i jest uznawana przez część prawników za najgorszą w historii Sądu Najwyższego, została ona podjęta większością głosów 7–2, opowiedzieli się za nią sędziowie Roger Brooke Taney (prezes), James Moore Wayne, John Catron, Peter Vivian Daniel, Samuel Nelson, Robert Cooper Grier, John Archibald Campbell; Benjamin Robbins Curtis i John McLean złożyli zdania odrębne. Decyzja Sądu została odwrócona przez przyjęcie przez Kongres 13., 14., 15. poprawki do Konstytucji Stanów Zjednoczonych.

### Schneck v. United States
W 1919 roku, w trakcie I wojny światowej Sąd Najwyższy decydował w sprawie Schenck v. United States, czy członek Socjalistycznej Partii Ameryki i działacz antywojenny Charles Schenck miał prawo tworzyć i roznosić ulotki wzywające do uchylania się od służby wojskowej, którą porównywał do niewolnictwa. 2 lata wcześniej, w 1917 roku weszła w życie ustawa o szpiegostwie (Espionage Act), zabraniająca utrudniania działań sił zbrojnych podczas wojny. Schenck został skazany za nieprzestrzeganie przepisów tej ustawy. Jego pełnomocnicy argumentowali, że działanie Schencka było chronione przez 1. poprawkę do Konstytucji Stanów Zjednoczonych.
Sąd Najwyższy większością 9–0 zatwierdził decyzję sądu pierwszej instancji i uznał, że Schenck mógł zostać skazany ze względu na realne i aktualne zagrożenie (clear and present danger) dla bezpieczeństwa Stanów Zjednoczonych, opinię sądu napisał Oliver Wendell Holmes Junior. W swojej opinii napisał on, że wolność słowa nie może zapewniać bezkarności osobie, która w teatrze fałszywie krzyczy „pożar” i wywołuje w ten sposób panikę. Decyzja ta została następnie zmieniona przez decyzję Sądu z 1969 roku w sprawie Brandenburg v. Ohio.

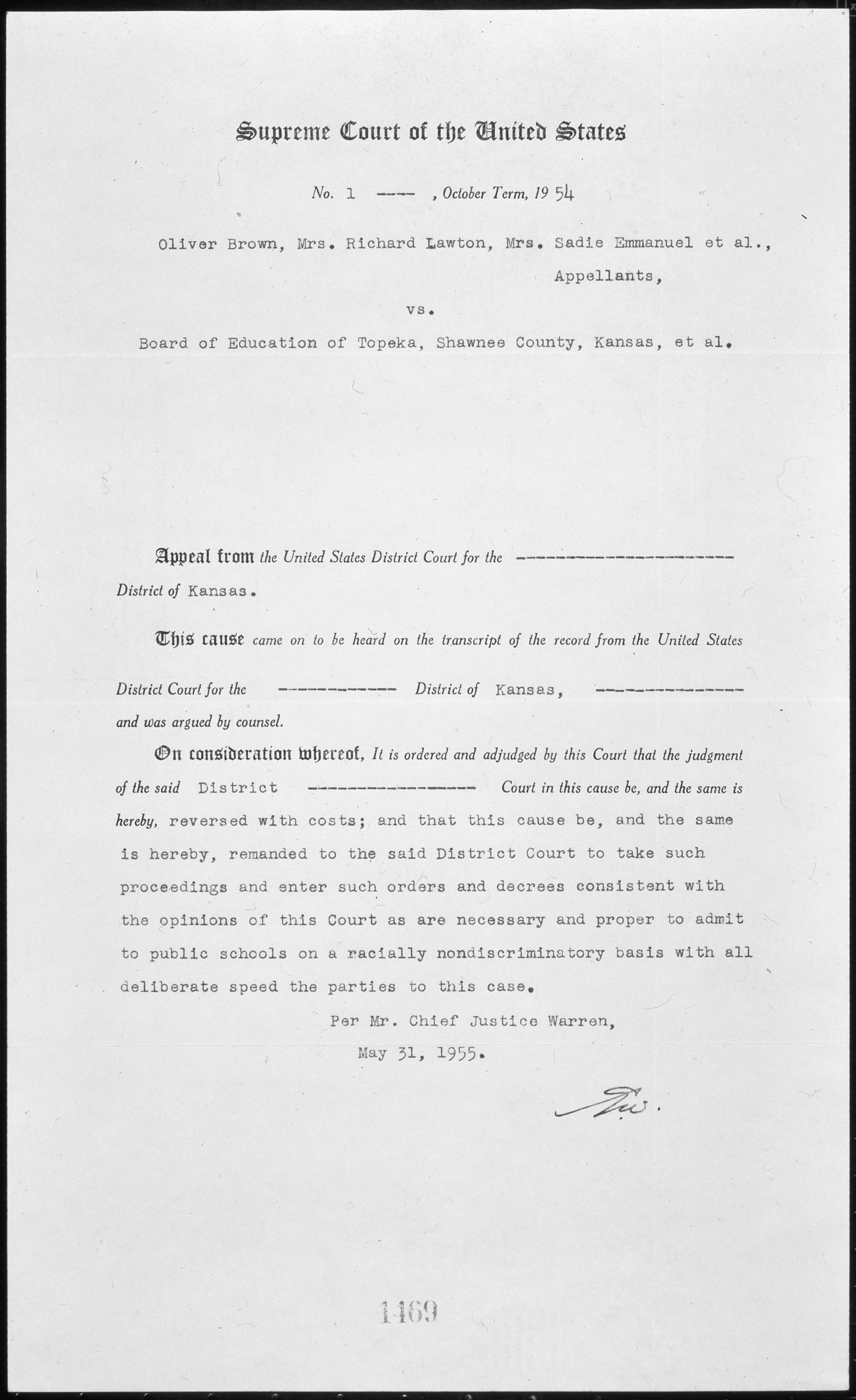
Decyzja Sądu Najwyższego w sprawie Brown v. Board of Education

### Brown v. Board of Education
W 1896 roku w sprawie Plessy v. Ferguson Sąd Najwyższy zdecydował, że zasada separate but equal była zgodna z Konstytucją Stanów Zjednoczonych. Decyzja ta przez następne 58 lat stanowiła podstawę prawną dla segregacji rasowej w transporcie publicznym oraz w budynkach użyteczności publicznej, takich jak m.in. hotele, teatry i szkoły, tym samym w praktyce czyniąc z Afroamerykanów obywateli drugiej kategorii.
We wrześniu 1951 roku ojciec czarnoskórej trzecioklasistki Lindy Brown, Oliver Brown postanowił, że odwiezie swoją córkę pierwszego dnia nauki w nowym roku szkolnym nie do szkoły, do której dotychczas uczęszczała, ale do położonej bliżej jej miejsca zamieszkania Sumner Elementary School, w której uczyły się jasnoskóre dzieci. Ostatecznie dyrektor Sumner Elementary School uznał, że dziewczynka nie może się uczyć w tej szkole, ponieważ była ona przeznaczona dla osób jasnoskórych. 28 lutego 1951 NAACP złożyło pozew przeciwko szkole w Sądzie Dystryktowym USA dla Dystryktu Kansas. Sąd ten uznał, że decyzja dyrektora o nieprzyjęciu Lindy Brown do szkoły była zgodna z prawem. Krajowe Stowarzyszenie na rzecz Popierania Ludności Kolorowej 1 października 1951 złożyło apelację od decyzji Sądu Dystryktowego w Sądzie Najwyższym Stanów Zjednoczonych. NAACP, którego jednym z reprezentantów był późniejszy sędzia Sądu Najwyższego Thurgood Marshall, argumentowało, że  zasada separate but equal była niezgodna z 14. poprawką do Konstytucji Stanów Zjednoczonych. School Board of Education of Topeka kwestionowało argumentację NAACP, twierdząc, że władze stanowe w momencie ratyfikacji poprawki, nie zamierzały zakazać segregacji rasowej.
Sąd uznał, że zasada separate but equal była niezgodna z 14. poprawką do Konstytucji Stanów Zjednoczonych, zmieniając tym samym obowiązujący precedens. Decyzja ta została podjęta większością głosów 9–0. Decyzja, po ogłoszeniu przez Earla Warrena, spotkała się z głęboką dezaprobatą ze strony jasnoskórych polityków z Południa, napisali oni tzw. Southern Manifesto, dokument, w którym krytykowano desegregację rasową i decyzję Sądu Najwyższego.

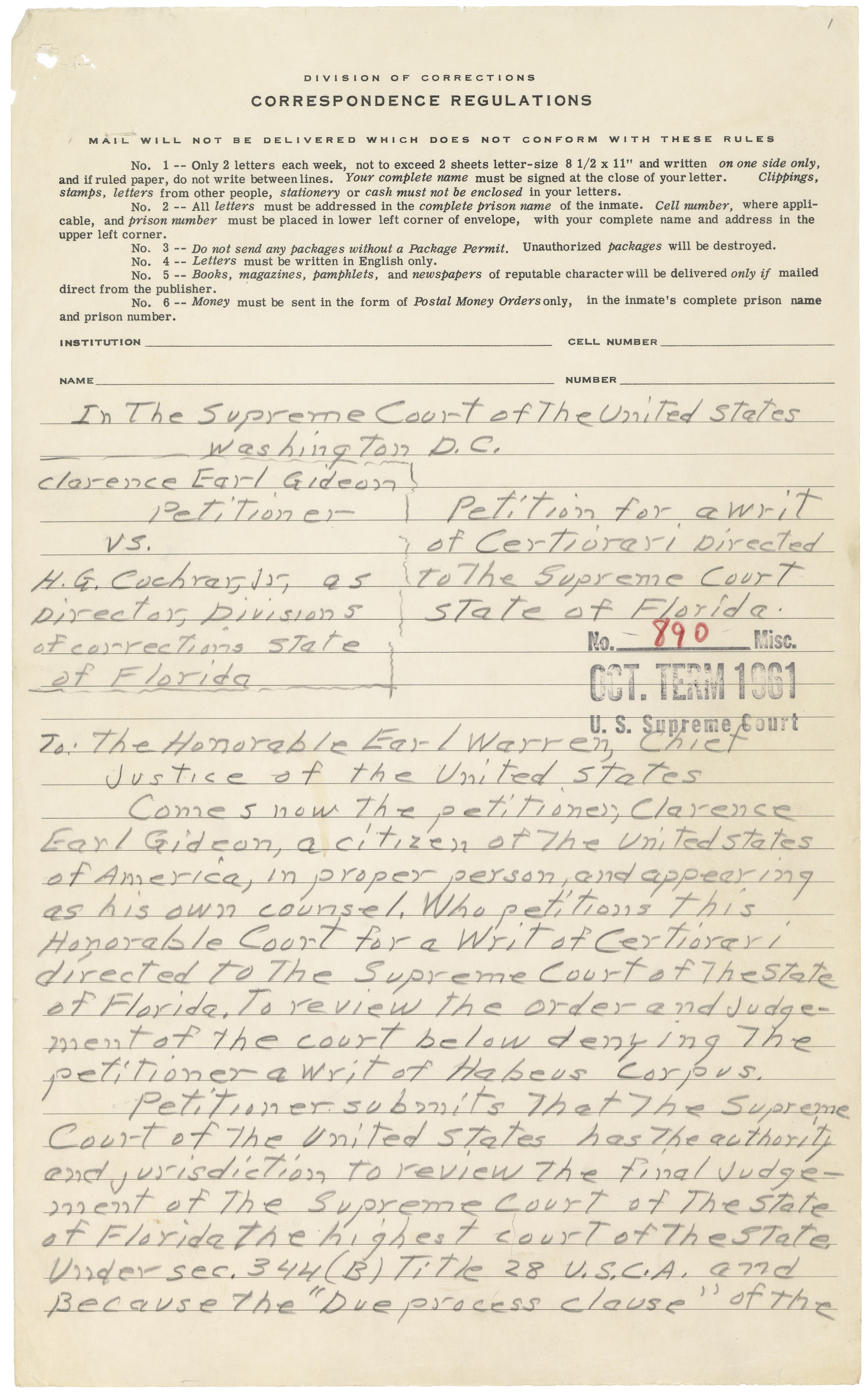
Pierwsza strona petycji Gideona

### Gideon v. Wainwright
3 czerwca 1961 bezdomny włóczęga ze stanu Floryda, Clarence Earl Gideon został oskarżony o włamanie do sali bilardowej, z której skradziono około 65 dolarów amerykańskich, kilka butelek piwa i kilka butelek Coca-Coli. W trakcie postępowania przed sądem stanowym hrabstwa Bay (Bay County Circuit Court), poprosił sędziego Roberta L. McCrary’ego Jr. o wyznaczenie mu obrońcy, jako że nie było go stać na opłacenie adwokata. Sędzia odmówił i poinformował oskarżonego, że prawo do korzystania z obrońcy, zgodnie z florydzkim prawem, było zagwarantowane jedynie w procesach sądowych dotyczących zabójstw. Sąd skazał Gideona na najsurowszą możliwą karę za to przestępstwo – na 5 lat pozbawienia wolności. Gideon złożył odwołanie od decyzji sądu pierwszej instancji, rozpatrzone negatywnie przez Sąd Najwyższy Florydy. Powód twierdził w owym odwołaniu, że niewyznaczenie obrońcy przez sędziego naruszyło jego konstytucyjne prawa. Następnie złożył odręcznie napisaną petycję o ponowne rozpatrzenie sprawy w Sądzie Najwyższym Stanów Zjednoczonych.
18 marca 1963, większością 9–0 Sąd Najwyższy zdecydował, iż na podstawie 6. poprawki do Konstytucji Stanów Zjednoczonych sądy stanowe są zobowiązane do zagwarantowania pomocy prawnej oskarżonym w sprawach karnych, których nie stać na zatrudnienie adwokata, zmieniając tym samym decyzję Sądu Najwyższego z 1942 roku w sprawie Betts v. Brady.
Po ponownym rozpatrzeniu sprawy, tym razem z udziałem obrońcy, po odbyciu 2 lat kary pozbawienia wolności, Gideon został uznany za niewinnego popełnienia zarzucanego mu czynu.
Prokurator generalny, Robert F. Kennedy w ten sposób ocenił decyzję Sądu Najwyższego w sprawie Gideon v. Wainwright:

Gdyby pewien mało znany skazany z Florydy Clarence Earl Gideon nie usiadł w więzieniu z ołówkiem i papierem, by napisać list do Sądu Najwyższego, a także gdyby Sąd Najwyższy nie zadał sobie trudu, by poszukać zalet tej jednej, prostej petycji wśród wszystkich pakietów poczty, które musi otrzymywać każdego dnia, potężna machina amerykańskiego prawa funkcjonowałaby dalej bez zakłóceń.
Ale Gideon napisał ten list. Sąd rozpatrzył jego sprawę i został ponownie osądzony z pomocą kompetentnego obrońcy, uznany za niewinnego i zwolniony z więzienia po dwóch latach odbywania kary za przestępstwo, którego nie popełnił, a cały bieg historii amerykańskiego prawa uległ zmianie.

### Miranda v. Arizona
3 marca 1961 Ernesto Miranda zgwałcił wracającą z pracy opóźnioną umysłowo 18-latkę, Lois Ann Jameson. 10 dni później, 13 marca Miranda został zatrzymany w swoim domu w Phoenix. Podczas okazania Lois Ann Jameson miała problemy ze zidentyfikowaniem sprawcy, stwierdziła, że Miranda był podobny do sprawcy, jednak nie była przekonana o jego winie. W trakcie przesłuchania, policjanci wprowadzili Mirandę w błąd, sugerując, że pokrzywdzona rozpoznała w nim sprawcę, a także nie poinformowali go o przysługującym mu prawie do zachowania milczenia i prawie do obecności adwokata. Miranda przyznał się do popełnienia zarzucanego mu czynu, podpisując także oświadczenie „o pełnej świadomości swoich praw”. Sąd hrabstwa Maricopa skazał oskarżonego na karę pozbawienia wolności od 20 do 30 lat, od wyroku tego sądu skazany złożył odrzuconą apelację w Sądzie Najwyższym Arizony. Następnie złożył apelację w Sądzie Najwyższym Stanów Zjednoczonych.
13 czerwca 1966 Sąd Najwyższy Stanów Zjednoczonych większością głosów 5–4 uchylił wyrok w sprawie Mirandy i postępowanie policjantów uznał za pogwałcenie konstytucyjnych praw podejrzanych o popełnienie przestępstwa w czasie przesłuchania. Od tego momentu amerykańscy policjanci byli zobowiązani do informowania oskarżonych o popełnienie przestępstwa o przysługujących im prawach Mirandy – prawie do milczenia, prawie do adwokata i do jego obecności podczas aresztowania i przesłuchania, prawie do adwokata ustanowionego z urzędu, a także o byciu poinformowanym o tym, że wszystko, co oskarżony zezna, może być użyte przeciwko niemu w trakcie procesu sądowego. W ponownie przeprowadzonym procesie sądowym Miranda został uznany za winnego popełnienia przestępstwa gwałtu, został skazany na 11 lat pozbawienia wolności, a następnie warunkowo przedterminowo zwolniony.

### Tinker v. Des Moines
W 1965 roku kilku uczniów szkoły w mieście Des Moines w stanie Iowa postanowiło w ramach protestu przeciwko wojnie wietnamskiej założyć czarne opaski na ramię. W związku z protestem władze szkolne postanowiły nałożyć zakaz noszenia czarnych opasek w szkole. Gdy Mary Beth Tinker 16 grudnia 1965 przybyła do szkoły z założoną na ramię czarną opaską i odmówiła jej zdjęcia, została jej tymczasowo odebrana możliwość uczestnictwa w zajęciach szkolnych. Rodzice Mary Beth Tinker zaskarżyli decyzję szkoły do Sądu Dystryktowego dla Południowego Dystryktu Iowa i oskarżyli szkołę o naruszenie wolności słowa. Sąd uznał, że noszenie opasek może zakłócić proces uczenia się. W apelacji Sąd Apelacyjny dla Piątego Okręgu zatwierdził decyzję sądu niższej instancji.
W 1969 roku Sąd Najwyższy większością głosów 7–2 uznał, że zarówno uczniowie, jak i nauczyciele „nie tracą swoich konstytucyjnych praw do wolności słowa lub ekspresji, przekraczając bramę szkoły”, a sankcje dyscyplinarne za odmowę zdjęcia czarnych opasek z ramion zostały uznane za sprzeczne z tą konstytucyjnie zagwarantowaną wolnością. Uzasadnienie decyzji Sądu zostało sporządzone przez sędziego Abe Fortasa.

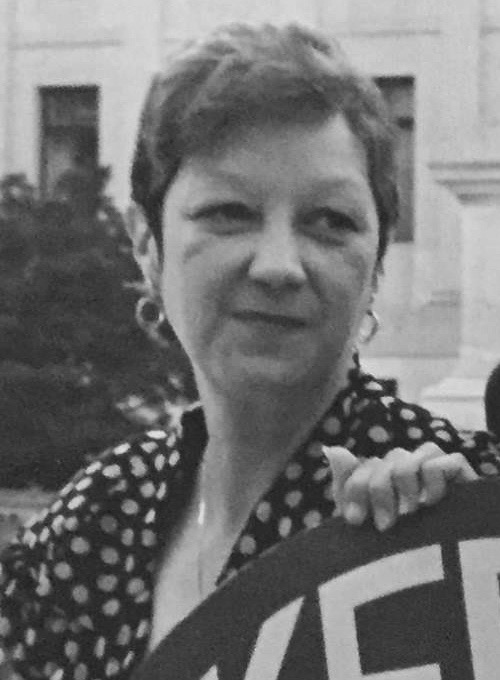
Norma McCorvey

### Roe v. Wade
W wieku 21 lat, w 1969 roku Norma McCorvey dowiedziała się, że jest po raz trzeci w swoim życiu w ciąży. Nie wychowywała żadnego ze swoich dwóch narodzonych dzieci – jedno z nich oddała pod opiekę swojej matce, a drugie do adopcji. McCorvey postanowiła dokonać aborcji, jednak w Teksasie, w którym mieszkała ustawodawca zdecydował się na dopuszczenie możliwości dokonania aborcji tylko w przypadku zagrożenia życia matki. W 1971 roku złożyła w Sądzie Dystryktowym dla Północnego Dystryktu Teksasu pozew przeciwko prokuratorowi hrabstwa Dallas Henry’emu Wade’owi. Sąd odrzucił pozew, a McCorvey w międzyczasie urodziła dziewczynkę, którą po kilku dniach po porodzie oddała do adopcji. W tym samym roku obie strony pozwu złożyły apelację od decyzji sądu niższej instancji w Sądzie Najwyższym.
22 stycznia 1973 roku Sąd Najwyższy unieważnił restrykcyjne prawo aborcyjne Teksasu i innych stanów stosunkiem głosów 7–2. W uzasadnieniu do orzeczenia sędziowie odwołali się do 14. poprawki do Konstytucji Stanów Zjednoczonych, uznającej prawo do decydowania o sprawach prywatnych, a za taką uznano ciążę i decyzję o urodzeniu dziecka lub dokonaniu aborcji. 
W opinii wydanej w czerwcu 2022 roku w sprawie Dobbs v. Jackson Women’s Health Organization Sąd Najwyższy zmienił orzeczenie z 1973 roku, uznając, że sprawa regulacji aborcji leży w gestii władz stanowych.

## Obecni sędziowie Sądu Najwyższego
- Prezes Sądu Najwyższego – John Roberts (urodzony w 1955, mianowany przez George’a W. Busha, zaprzysiężony w 2005);
- Clarence Thomas (urodzony w 1948, mianowany przez George’a H.W. Busha, zaprzysiężony w 1991);
- Samuel Alito (urodzony w 1950, mianowany przez George’a W. Busha, zaprzysiężony w 2006);
- Sonia Sotomayor (urodzona w 1954, mianowana przez Baracka H. Obamę, zaprzysiężona w 2009);
- Elena Kagan (urodzona w 1960, mianowana przez Baracka H. Obamę, zaprzysiężona w 2010);
- Neil Gorsuch (urodzony w 1967, mianowany przez Donalda Trumpa, zaprzysiężony w 2017);
- Brett Kavanaugh (urodzony w 1965, mianowany przez Donalda Trumpa, zaprzysiężony w 2018);
- Amy Coney Barrett (urodzona w 1972, mianowana przez Donalda Trumpa, zaprzysiężona w 2020);
- Ketanji Brown Jackson (urodzona w 1970, mianowana przez Joe Bidena, zaprzysiężona w 2022).